# Milton Babbitt
Milton Byron Babbitt (Filadelfia (Pensilvania), 10 de mayo de 1916 - 29 de enero de 2011) fue un compositor estadounidense, conocido por ser un pionero en la música serial y electrónica.

## Biografía
Babbitt nació en Filadelfia (Pensilvania) y se crio en Jackson (Misisipi). Estudió violín y más tarde, siendo todavía niño, clarinete y saxofón. Muy pronto demostró su capacidad en la música de jazz y en música popular.
Su padre era matemático y Babbitt entró en 1931 en la Universidad de Pensilvania con la intención de estudiar matemáticas. Sin embargo, pronto abandonó esa universidad y se fue a la Universidad de Nueva York, donde estudió música con Philip James y Marion Bauer.
Allí se interesó en la música de los compositores de la Segunda Escuela de Viena, y pasó a escribir una serie de artículos sobre música dodecafónica, incluido la primera descripción de combinatoria y una técnica serial time-point (tiempo-punto). Después de graduarse en 1935 en la New York University College of Arts and Science con honores Phi Beta Kappa, estudió con Roger Sessions, primero en privado, y luego en la Universidad de Princeton.
En 1947, Babbitt escribió su obra Three Compositions for Piano (tres composiciones para piano), que es el primero ejemplo de serialización total en la música, una obra dos años anterior a Mode de valeurs et d'intensités (de Olivier Messiaen), y cinco años anterior a Polyphonie X (de Pierre Boulez).
La obra del año siguiente, Composition for Four Instruments («Composición para cuatro instrumentos»), fue la primera obra en que Babbitt hizo uso del serialismo total para un conjunto instrumental.
En 1958, Babbitt logrado adquirir notoriedad por un artículo publicado en la revista de música pop High Fidelity. El título del artículo, «The Composer as Specialist» («El compositor como especialista»), se cambió, sin su conocimiento o consentimiento, por «Who Cares if You Listen?» («¿A quién le importa si usted escucha?»). Más de 30 años más tarde, Babbitt comentaba que, debido a este «ofensivamente vulgar título», era «todavía mucho más conocido como el autor de ¿A quién le importa si usted escucha? que como un compositor de música que puedes o no escuchar».
Babbitt se interesó a continuación por la música electrónica. Fue contratado por la RCA como compositor consultor para trabajar con su RCA Mark II Synthesizer, y en 1961 produjo su primera obra, Composition for Synthesizer («Composición para sintetizador»). Muchos otros compositores consideraban los instrumentos electrónicos como una manera de producir nuevos timbres, pero Babbitt estaba mucho más interesado en la precisión rítmica que podía conseguir utilizando el sintetizador Mark II, una clase de precisión que en 1961, parecía imposible que nunca consiguieran intérpretes humanos.
Babbitt continuó escribiendo tanto música electrónica como para instrumentos convencionales, a menudo combinando ambas. Philomel (1964), por ejemplo, fue escrita para soprano y un acompañamiento de sintetizador grabado en cinta magnética —que incluye la voz registrada y manipulada de Bethany Beardslee, para quien fue compuesta la pieza. Esta pieza fue escrita en colaboración con el poeta John Hollander y fue financiada por la Fundación Ford. 
Aunque podría parecer que el uso del sintetizador Mark II llevó a Babbitt al hábito de escribir música de una enorme complejidad rítmica y que sus siguientes obras para instrumentos convencionales interpretados por instrumentistas son por ello tan complejas que apenas pueden interpretarse, en realidad su interés en este tipo de complejidades precedió la época de la Mark II, y ha continuado hasta el día de hoy, mucho después de la desaparición de la Mark II.
En 1973, Babbitt se convirtió en miembro de la Juilliard School. 
En 1982, la junta del Premio Pulitzer otorgó una «mención especial a Milton Babbitt por su vida de trabajo como un distinguido y pionero compositor estadounidense».
Babbitt recibió a lo largo de su vida muchos premios y distinciones: desde 1985 fue presidente de la BMI Student Composer Awards, el concurso internacional para jóvenes compositores clásicos; en 1986, le fue otorgada una beca de la Fundación MacArthur; en 1988 recibió el premio de composición musical del «Mississippi Institute of Arts and Letters». Desde 1965 Milton Babbitt también fue miembro de la Academia Estadounidense de las Artes y las Letras.
En 2005 falleció la esposa de Babbitt, Sylvia, al igual que su hermano Albert E. Babbitt, Jr. (matemático).
Babbitt tuvo una hija, Betty Anne Duggan, y dos nietos, Julie y Adam. El 29 de enero de 2011, tras una larga enfermedad, Babbitt muere a los 94 años de edad.
Algunos de los alumnos más destacados de Babbitt han sido Lera Auerbach, Benjamin Boretz, Eric Ewazen, Michael Kassler, Paul Lansky, David Lewin, Donald Martino, John Rahn, J. K. Randall, Su Lian Tan, Stephen Sondheim, Peter Westergaard y Godfrey Winham.

## Premios y honores
- 1965 – Member of the American Academy of Arts and Letters
- 1974 – Fellow of the American Academy of Arts and Sciences (Anon., 2011a)
- 1982 – Pulitzer Prize, Special Citation, "for his life's work as a distinguished and seminal American composer" (Columbia University, 1991, 70;Anon., n.d.(c)
- 1986 – MacArthur Fellow
- 1988 – Mississippi Institute of Arts and Letters Award for music composition.
- 2000 – National Patron of Delta Omicron, an international, professional music fraternity (Klafeta & Beckner, 2009;Anon., 2000)
- 2010 – The Max Reger Foundation of America – Extraordinary Life Time Musical Achievement Award

### Artículos de Milton Babbitt
- 1965 - «The Structure and Function of Musical Theory», en College Music Symposium 5.
- 1972 - «Contemporary Music Composition and Music Theory as Contemporary Intellectual History», en Perspectives in Musicology: The Inaugural Lectures of the Ph. D. Program in Music at the City University of New York.
- 1992 - «The Function of Set Structure in the 12-tone system» (disertación de doctorado, escrita en 1946), Universidad de Princeton.
- 2003 - The Collected Essays of Milton Babbitt. Stephen Peles et al. (editor). Princeton University Press.

## Catálogo de obras
| Año     | Obra                                                                        | Tipo de obra                   | Duración |
| 1935    | Generatrix, para orquesta (inacabada).                                      | Música orquestal               |          |
| 1939-41 | Trío de cuerda.                                                             | Música de cámara (trío)        |          |
| 1940    | Composition for String Orchestra (inacabada).                               | Música orquestal               |          |
| 1941    | Sinfonía (inacabada).                                                       | Música orquestal               |          |
| 1941    | Music for the Mass I, para coro mixto.                                      | Música coral                   |          |
| 1942    | Music for the Mass II, para coro mixto.                                     | Música coral                   |          |
| 1946    | Fabulous Voyage, teatro musical.                                            | Música escénica, teatro        |          |
| 1946    | Three Theatrical Songs, para voz y piano, tomadas de Fabulous Voyage.       | Música vocal (piano)           |          |
| 1947    | Tres composiciones, para piano.                                             | Música solista (piano)         |          |
| 1948    | Composición para cuatro instrumentos.                                       | Música instrumental            |          |
| 1948    | Cuarteto de cuerda nº 1 (esbozos).                                          | Música de cámara (cuarteto)    |          |
| 1948    | 54 Composición para doce instrumentos.                                      | Música instrumental            |          |
| 1949    | Banda sonora de Into the Good Ground (no utilizada).                        | Música de película             |          |
| 1950    | Composición para viola y piano.                                             | Música instrumental (dúo)      |          |
| 1951    | The Widow’s Lament in Springtime, para soprano y piano.                     | Música vocal (piano)           |          |
| 1951    | Du, para soprano y piano.                                                   | Música vocal (piano)           |          |
| 1953    | Cuarteto de viento madera.                                                  | Música instrumental            |          |
| 1954    | Cuarteto de cuerda nº 2.                                                    | Música de cámara (cuarteto)    |          |
| 1954    | Vision and Prayer, para soprano y piano.                                    | Música vocal (piano)           |          |
| 1955    | Dos sonetos, para barítono, clarinete, viola y chelo.                       | Música vocal (instrumentos)    |          |
| 1956    | Dúo, para piano.                                                            | Música solista (piano)         |          |
| 1956    | Variaciones semisimples, para piano.                                        | Música solista (piano)         |          |
| 1957    | All Set, para saxo contralto, saxo tenor, trp, trb, cb, pno, vib, percusión | Música instrumental            |          |
| 1957    | Partitions, para piano.                                                     | Música solista (piano)         |          |
| 1960    | Sonidos y palabras, para soprano y piano.                                   | Música vocal (piano)           |          |
| 1960    | Composition for Tenor and Six Instruments.                                  | Música vocal (instrumentos)    |          |
| 1961    | Composition for Synthesizer.                                                | Música electrónica             |          |
| 1961    | Vision and Prayer, para soprano y cinta sintetizada.                        | Música vocal (instrumentos)    |          |
| 1964    | Philomel, para soprano, soprano grabada y cinta sintetizada.                | Música vocal (instrumentos)    |          |
| 1964    | Conjuntos, para sintetizador.                                               | Música electrónica             |          |
| 1965    | Relata I, para orquesta.                                                    | Música orquestal               |          |
| 1966    | Post-Partitions, para piano.                                                | Música solista (piano)         |          |
| 1966    | Sextetos, para violín y piano.                                              | Música instrumental            |          |
| 1967    | Correspondences, para orquesta de cámara y cinta sintetizada.               | Música orquestal (cámara)      |          |
| 1968    | Relata II, para orquesta.                                                   | Música orquestal               |          |
| 1968-69 | Four Canons, para SA.                                                       | Música coral                   |          |
| 1969    | Phonemena, para soprano y piano.                                            | Música vocal (piano)           |          |
| 1970    | Cuarteto de cuerda nº 3.                                                    | Música de cámara (cuarteto)    |          |
| 1970    | Cuarteto de cuerda nº 4.                                                    | Música de cámara (cuarteto)    |          |
| 1971    | Variaciones ocasionales, para cinta sintetizada.                            | Música electrónica             |          |
| 1972    | Tableaux, para piano.                                                       | Música solista (piano)         |          |
| 1974    | Arie Da Capo, para cinco instrumentistas.                                   | Música instrumental            |          |
| 1975    | Reflections, para piano y cinta sintetizada.                                | Música electrónica             |          |
| 1975    | Phonemena, para soprano y cinta sintetizada.                                | Música vocal (electrónica)     |          |
| 1976    | Concerti for violín, small orchestra y cinta sintetizada.                   | Música orquestal               |          |
| 1977    | A Solo Requiem, para soprano y dos pianos.                                  | Música vocal (instrumentos)    |          |
| 1977    | Vals del minuto (or 3/4 - 1/8), para piano.                                 | Música solista (piano)         |          |
| 1977    | Playing for Time, para piano.                                               | Música solista (piano)         |          |
| 1978    | My Ends Are My Beginnings, para clarinetista solo.                          | Música solista (clarinete)     |          |
| 1978    | My Complements to Roger, para piano.                                        | Música solista (piano)         |          |
| 1978    | More Phonemena, para coro a doce voces.                                     | Música coral                   |          |
| 1979    | An Elizabethan Sextette, para coro de mujeres a seis voces.                 | Música coral                   |          |
| 1979    | Imágenes, para saxofonista y cinta sintetizada.                             | Música electrónica             |          |
| 1979    | Paráfrasis, para diez instrumentistas.                                      | Música instrumental            |          |
| 1980    | Dual, para chelo y piano.                                                   | Música instrumental (dúo)      |          |
| 1981    | Ars Combinatoria, para pequeña orquesta.                                    | Música orquestal               |          |
| 1981    | Don, para four-hand piano.                                                  | Música solista (piano)         |          |
| 1982    | The Head of the Bed, para soprano y cuatro instrumentos.                    | Música vocal (instrumentos)    |          |
| 1982    | String Quartet No 5.                                                        | Música de cámara (cuarteto)    |          |
| 1982    | Melismata, para violín                                                      | Música solista (violín)        |          |
| 1982    | About Time, para piano.                                                     | Música solista (piano)         |          |
| 1983    | Canonical Form, para piano.                                                 | Música solista (piano)         |          |
| 1983    | Groupwise, para flautista y cuatro instrumentos.                            | Música instrumental            |          |
| 1984    | Four Play, para cuatro players.                                             | Música instrumental            |          |
| 1984    | It Takes Twelve to Tango, para piano.                                       | Música solista (piano)         |          |
| 1984    | Sheer Pluck, composición para guitarra.                                     | Música solista (guitarra)      |          |
| 1985    | Concierto para piano y orquesta.                                            | Música orquestal (concertante) |          |
| 1985    | Lagniappe, para piano.                                                      | Música solista (piano)         |          |
| 1986    | Transfigured Notes, para orquesta de cuerdas.                               | Música orquestal (cámara)      |          |
| 1986    | The Joy of More Sextets, para piano y violín                                | Música instrumental (dúo)      |          |
| 1987    | Three Cultivated Choruses, para coro a cuatro voces.                        | Música coral                   |          |
| 1987    | Fanfarria, para doble sexteto de metales.                                   | Música instrumental            |          |
| 1987    | Overtime, para piano.                                                       | Música solista (piano)         |          |
| 1987    | Souper, para narrador y ensemble.                                           | Música vocal (instrumentos)    |          |
| 1987    | Homily, para snare drum.                                                    | Música solista                 |          |
| 1987    | Whirled Series, para saxofón y piano.                                       | Música instrumental (dúo)      |          |
| 1988    | In His Own Words, para narrador y piano.                                    | Música vocal (piano)           |          |
| 1988    | The Virginal Book, para contralto y piano (John Hollander).                 | Música vocal (piano)           |          |
| 1988    | Beaten Paths, para solo marimba.                                            | Música solista (marimba)       |          |
| 1988    | Glosses, para coro de niños.                                                | Música coral                   |          |
| 1988    | The Crowded Air, para once instrumentos.                                    | Música instrumental            |          |
| 1989    | Consortini, para cinco instrumentistas.                                     | Música instrumental            |          |
| 1989    | Play It Again, Sam, para viola solista.                                     | Música solista (viola)         |          |
| 1989    | Emblems (Ars Emblemática), para piano.                                      | Música solista (piano)         |          |
| 1989    | Soli e Duettini, para dos guitarras.                                        | Música solista (guitarras)     |          |
| 1989    | Soli e Duettini, para flauta y guitarra.                                    | Música instrumental (dúo)      |          |
| 1990    | Soli e Duettini, para violín y viola.                                       | Música instrumental (dúo)      |          |
| 1990    | Envoi, para cuatro manos, para piano.                                       | Música solista (piano)         |          |
| 1991    | Preludes, Interludes, and Postlude, para piano.                             | Música solista (piano)         |          |
| 1991    | Four Cavalier Settings, para tenor y guitarra.                              | Música vocal (instrumentos)    |          |
| 1991    | Mehr “Du”, para soprano, viola y piano.                                     | Música vocal (instrumentos)    |          |
| 1991    | None But The Lonely Flute, para flauta solista.                             | Música solista (flauta)        |          |
| 1992    | Septet, But Equal.                                                          | Música instrumental            |          |
| 1992    | Counterparts, para quinteto de metales.                                     | Música instrumental            |          |
| 1993    | Around the Horn, para trompa.                                               | Música solista (trompa)        |          |
| 1993    | Quatrains, para soprano y dos clarinetes.                                   | Música vocal (instrumentos)    |          |
| 1993    | Fanfare For All, para brass quintet                                         | Música instrumental            |          |
| 1993    | String Quartet No 6.                                                        | Música de cámara (cuarteto)    |          |
| 1994    | Triad, para viola, clarinet, y piano.                                       | Música instrumental (trío)     |          |
| 1994    | No Longer Very Clear, para soprano y cuatro instrumentos.                   | Música vocal (instrumentos)    |          |
| 1994    | Tutte Le Corde, para piano.                                                 | Música solista (piano)         |          |
| 1994    | Arrivals and Departures, para dos violines.                                 | Música solista (violines)      |          |
| 1994    | Accompanied Recitative, para saxo soprano y piano.                          | Música vocal (instrumentos)    |          |
| 1995    | Manifold Music, para órgano.                                                | Música solista (órgano)        |          |
| 1995    | Bicenguinguagenary Fanfare, para brass quintet                              | Música instrumental            |          |
| 1995    | Quartet, para piano y trío de cuerdas.                                      | Música instrumental            |          |
| 1996    | Quintet, para clarinete y cuarteto de cuerdas.                              | Música de cámara (quinteto)    |          |
| 1996    | When Shall We Three Meet Again?, para flauta, clarinete y vibráfono.        | Música instrumental            |          |
| 1998    | Piano Concerto No 2.                                                        | Música orquestal (concierto)   |          |
| 1998    | The Old Order Changeth, para piano.                                         | Música solista (piano)         |          |
| 1999    | Composition For One Instrument (Celesta).                                   | Música solista (celesta)       |          |
| 1999    | Allegro Penseroso, para piano.                                              | Música solista (piano)         |          |
| 1999    | Concerto Piccolino, para vibráfono.                                         | Música solista (vibráfono)     |          |
| 2000    | Little Goes a Long Way, para violín y piano.                                | Música instrumental (dúo)      |          |
| 2000    | Pantuns, para soprano y piano.                                              | Música vocal (piano)           |          |
| 2002    | From the Psalter, para soprano y orquesta de cuerdas.                       | Música orquestal (cámara)      |          |
| 2002    | Now evening after evening, para soprano y piano.                            | Música vocal (piano)           |          |
| 2003    | Swan Song No 1, para flauta, oboe, violín, chelo y dos guitarras.           | Música instrumental            |          |
| 2003    | A Waltzer in the House, para soprano y vibráfono.                           | Música vocal (instrumentos)    |          |
| 2004    | Concerti for Orchestra, para James Levine y la Boston Symphony Orchestra.   | Música orquestal               |          |
| 2004    | Autobiography of the Eye, para soprano y chelo.                             | Música vocal (instrumentos)    |          |
| 2005-6  | More Melismata, para chelo solo.                                            | Música solista (violonchelo)   |          |
| 2006    | An Encore, para violín y piano.                                             | Música instrumental (dúo)      |          |

## Discografía selecta
- Clarinet Quintets. Phoenix Ensemble (Mark Lieb, clarinet; Aaron Boyd, Kristi Helberg, and Alicia Edelberg, violins; Cyrus Beroukhim, viola; Alberto Parinni and Bruce Wang, cellos). (Morton Feldman, Clarinet and String Quartet; Milton Babbitt, Quintet for Clarinet and String Quartet). Innova 746. St. Paul. MN: American Composers Forum, 2009.
- Concerto for Piano And Orchestra/The Head Of The Bed. Alan Feinberg, piano; American Composers Orchestra, Charles Wuorinen, conductor; Judith Bettina, soprano, Parnassus, Anthony Korf.  New World Records 80346.
- The Juilliard String Quartet: Sessions, Wolpe, Babbitt. Roger Sessions, String Quartet N.º 2 (1951); Stefan Wolpe, String Quartet (1969); Milton Babbitt, String Quartet N.º 4 (1970). The Juilliard Quartet (Robert Mann, Joel Smirnoff, violins; Samuel Rhodes, viola; Joel Krosnick, cello). CRI CD 587. New York: Composers Recordings, Inc., 1990.
- Occasional Variations (String Quartets no. 2 and N.º 6, Occasional Variations, Composition for Guitar). William Anderson, guitar; Fred Sherry Quartet, Composers String Quartet. Tzadik 7088. New York: Tzadik, 2003.
- Philomel (Philomel, Phonemena for soprano and piano, Phonemena for soprano and tape, Post-Partitions, Reflections). Bethany Beardslee and Lynne Webber, sopranos; Jerry Kuderna and Robert Miller, pianos. New World Records 80466-2 / DIDX 022920. New York: Recorded Anthology of American Music, 1995. The material on this CD was issued on New World LPs NW 209 and NW 307, in 1977 and 1980, respectively.
- Quartet N.º 3 for Strings. (With Charles Wuorinen, Quartet for Strings.) The Fine Arts Quartet. Turnabout TV-S 34515.
- Sextets; The Joy of More Sextets. Rolf Schulte, violin; Alan Feinberg, piano. New World Records NW 364–2. New York: Recorded Anthology of American Music, 1988.
- Soli e Duettini (Around the Horn, Whirled Series, None but the Lonely Flute, Homily, Beaten Paths, Play it Again Sam, Soli e Duettini, Melismata). The Group for Contemporary Music. Naxos 8559259.
- Three American String Quartets. Mel Powell, String Quartet (1982); Elliott Carter, Quartet for Strings N.º 4 (1986); Milton Babbitt, Quartet N.º 5 (1982). Composers Quartet (Matthew Raimondi, Anahid Ajemian, violins; Maureen Gallagher, Karl Bargen, violas; Mark Shuman, cello). Music & Arts CD-606. Berkeley: Music and Arts Program of America, Inc., 1990.
- An Elizabethan Sextette (An Elizabethan Sextette, Minute Waltz, Partitions, It Takes Twelve to Tango, Playing for Time, About Time, Groupwise, Vision And Prayer). Alan Feinberg, piano; Bethany Beardslee, soprano; The Group for Contemporary Music, Harvey Sollberger, conducting. CRI CD 521. New York: Composers Recordings, Inc., 1988. Reissued on CRI/New World NWCR521.

### Audición
- Grabación del Concerto Piccolino, con el grupo Luna Nova New Music Ensemble; Lee Ferguson: vibráfono), en: LunaNova.org.
- Entrevista en el programa Performance Today de la National Public Radio, el 10 de mayo de 2006, en: NPR.org.
- Partitions (1957) y Vision and Prayer (1961), en: ArtOfTheStates.org.

- Datos: Q318518